# 鉄矢のとんからりん
『鉄矢のとんからりん』（てつやのとんからりん）は、1983年4月3日から同年9月25日までテレビ朝日系列局で放送されていたテレビ朝日製作のバラエティ番組である。放送時間は毎週日曜 18:30 - 19:00 （日本標準時）。

## 概要
日本各地の伝説と民話を芝居形式で紹介していた番組。講釈師には武田鉄矢を、劇の主人公役には島田紳助を起用していた。

## 出演者
- 武田鉄矢[1]
- 島田紳助
- 菅井きん
- 高見知佳

## スタッフ
- 構成：三田村尚
- 監修：野村純一（國學院大學名誉教授）、奈良本辰也[1]
- 技術：菊田英雄
- カメラ：本橋正弘
- 音声：斉藤博之
- 照明：松本修一
- 美術：林十四蔵
- 音響効果：半藤徹（VOU）
- 編集：星野正則（東洋現像所）
- 演出補：小川謙治
- 制作協力：東通、武田鉄矢商店
- 制作担当：小松健容（スーパープロデュース）
- 演出：上村達也（スーパープロデュース）
- プロデューサー：下川靖夫（テレビ朝日）、中村忠雄（スーパープロデュース）
- 制作：テレビ朝日、スーパープロデュース（現:クリエイティブ30）

## 主題歌
- おふろのチャップリン（歌：ばあ菅井（菅井きん）とおとぎっ娘）